# Scaptodrosophila pygmaea
Scaptodrosophila pygmaea är en tvåvingeart som först beskrevs av Oswald Duda 1926.  Scaptodrosophila pygmaea ingår i släktet Scaptodrosophila och familjen daggflugor. Inga underarter finns listade i Catalogue of Life.